# Меша (міфологія)
Меша (біл. Меша) — персонаж білоруської міфології, хатній дух, що живе в руїнах якоїсь невеликої будівлі. Раніше, аналогічно іншим злим духам шкодив людям, і особливо маленьким дітям, але тепер він може лише лякати.

## Опис
Меша це хатній дух, що живе в руїнах якоїсь невеликої покинутої будівлі або садиби, проте іноді може пробратися в людську хату, оселитися у запічку й навіть подружитися з домашнім собакою і лягти спати поруч з ним. При цьому —  поява Меші в хаті вважається нещастям. Найчастіше постає у вигляді неймовірно огидної тварини, в рідкісних випадках настільки ж огидної людини невеликого зросту, з кудлатою чорною шерстю й довгими кігтями. Раніше, аналогічно іншим злим духам шкодив людям, і особливо маленьким дітям, проте за невідомий злочин він був позбавлений цієї можливості покровителем лісових демонів Кадуком й тепер він може лише лякати. Зі свого місця існування виповзає лише вночі, найчастіше —  з метою пошуку їжі.